# ميناب
مدينة ميناب (بالفارسية: شهرستان ميناب ) وتكتب بحروف لاتينية كالتالي: Minab - Mīnāb وتسمى أيضاً «هرمز القديمة البرية» أو «مغستان»، وتقع على بعد 28 ميلاً تقريباً جنوب - شرق قرية شميل، وحوالي 50 ميلاً شرق بندر عباس مباشرة و15 ميلاً في خط مستقيم أقرب نقطة على البحر، وتقع على الشاطئ الأيسر لنهر ميناب مع مساحة 5/6878 في القرب من مياه مضيق هرمز و 27 متر معدل ارتفاع المدينة عن سطح البحر وتقتصر هذه المدينة من الشمال إلى مدينة رودان ومن الغرب إلى مدينة بندر عباس ومن الشرق والجنوب إلى مدينة جاسك وتتبع محافظة هرمزغان في جنوب شرق إيران.

## الحدود
ميناب يحدها غرباً البحر، وشمالاً خط ممتد من مصب نهر شميل إلى تلال زندان، بحيث يمر شمال قرية (ميانشهر) مباشرة، ومن الشرق سلسلة تلال زندان حتى قرية گروك تقريباً، وعند هذه النقطة تنحرف الحدود إلى الجنوب الغربي، وبعد مرورها بين قريتي تالينگ وگروك، وتترك قرية گوسمند في گيابان وتمتد جهة الجنوب الغربي إلى البحر من زيارت في ميناب وبنداران في گيابان، وبهذا الحدود يكون طول المنطقة حوالي 45 ميلاً وعمقها إلى الداخل حوالي 25 ميلاً.

وتتضمن أيضاً أجزاء كبيرة من الساحل الغربي والجنوب الغربي من مياه مضيق هرمز، وقال سديد السلطنة في هذا الصدد:
«تلك المنطقة محدودة – أي ميناب - من الشمال إلى رودان ومن الشرق والشمال الشرقي إلى بشاكرد ورودبار ومن الغرب إلى شميل ومن الجنوب إلى گيابان من الجنوب الغربي إلى مياه الخليج.» (1342، ص 449).

تقتصر مدينة ميناب من الشمال إلى أراضي قرية حومة الزراعية ومن الغرب إلى نهر ميناب ومن الجنوب إلى قرية بندزرك التي مشهورة بأشجارها الطويلة ولهذا السبب في القدم كانت تسمى بـ «عروس الجنوب».

## المميزات الطبيعية
ميناب عبارة عن سهل يمتد من سفح التلال شرقاً إلى البحر غرباً، والساحل يغلب عليه الانخفاضّ، وتملؤه المستنقعات، مع عدد من الفجوات أصغر من أن تسمح القوارب المحلية التي تزيد عن الحجم المتوسط وتحتوي كقاعدة عامة على ماء مالح، وأهمها خور ميناب.

والمنطقة بجانب الشاطئ عبارة عن مستنقعات مالحة في كل مكان، ليس بها إلا حشائش خشنة، وبعض شجيرات التمر الهندي، وفي المناطق المجاورة للبحر مباشرة أشجار المنجروف، والركن الشمالي الغربي للمنطقة نحو الداخل من الشاطئ عبارة عن صحراء رملية مشبعة بالملح لدرجة لا تسمح بوجود أي نبات، وباقي المنطقة خصب ومزروع جيداً إمّا بماء المطر وإمّا بري جيد من نهر ميناب، ومن مجار أصغر تنبع من التلال.

وبلغ اتساع نهر ميناب عند مدينة ميناب من 400 إلى 600 ياردة، ويحمل كمية لا بأس بها من المياه، وفي فارس يسيل النهر حتى عمق قدم واحدة باتساع مائتي ياردة، أما في الصيف فإنه ينضب إلى درجة الجفاف في العديد من قنوات الري، وأما في الشتاء فإنه يجري أو يفيض على مستوى أعلى حتى يصبح في بعض الأحوال صعب المرور، ولا يصل إلى البحر في الأوقات العادية إلا قليل من الماء عند المصب الذي يقع على الشاطئ على بعد بعد 7 أميال جنوب شرق فتحة خور ميناب، والقنوات الرئيسية التي تعتمد على نهر ميناب هي تلك التي تبدأ من الشاطئ الأيمن عند بسرة، وتروي بعض قرى تقع إلى الغرب وتلك التي تبدأ من الشاطئ الأيسر وتمر خلال مدينة ميناب إلى بعض القرى الجنوبية.

وماء النهر طيب صالح للشرب، والمجاري الأخرى في المنطقة تستحق الملاحظة وهي مزاوي، وله مجرى واسع ولكنه ضحل، ويعبر المنطقة إلى البحر على بعد بضعة أميال جنوب نهر ميناب، وچهلك، الذي يصب على بعد ميل واحد جنوب كوهستك.

والتلال التي تكون الحدود الشرقية للمنطقة: والتي تسمى كوه زندان، أو كوه رودبار في الشمال عند اتصالها بمنطقة رودبار، هي تلال وعرة عديمة النبات إلا قليلاً من الأشجار.

يؤلف شريط الأرض المقوس، الممتد على ساحل مضيق هرمز، ما يعرف «البيرونات» التي شاعت تسميتها باسم ثابت أقدم هو مغستان، أي مكان المشجر نخيلاً، ويبدو أن لقب نخيل ستان المرادف يطلق على التخصيص على أفضل منطقة نخيل، وهي منطقة نخيل ميناب التي ما تزال موجودة حتى اليوم، وتعد أروع حقل نخيل في تلك الأرجاء، على الرغم من نقص الدقة في النصوص الذي يعكس بلا ريب توسيع الاستعمال الذي يدفع إلى الاعتقاد بأن مغستان تمتد من لشتان إلى جاشك، فإن هذه التسمية لا تنطبق في الحقيقة إلا على السهل الساحلي المنبسط مقابل جرون وأمام ميناب أما بالمعنى الضيق، فلا يشتمل على مقاطعات الحوض الأعلى لرودان ومنوجان وبشكرد. (كتاب سلطنة هرمز العربية لـ أ.إبراهيم خوري ود. أحمد جلال التدمري، ص 28)

## المناخ
المناخ في ميناب حار والجو رطب، وأهل ميناب يعتبرونها صحية أكثر من بندر عباس، ويتعاون الظل والماء الجاري على جعلها على الأقل أكثر برودة، وفي الصيف يهاجر كثير من أهالي بندر عباس إلى ميناب هرباً من الحرارة الرهيبة في مدينتهم، ويكثر الناموس جداً وحتى في أوائل مارس يكون من الكثرة بحيث يجعل الحياة حملاً ثقيلاً، ويقال إن الأمطار تهطل بغزارة في ميناب أكثر من أي مكان آخر على الشاطئ في حدود 150 ميلاً على كلا جانبيها.

## التقسيمات الإدارية
مدينة ميناب تشمل 4 أجزاء و11 منطقة ريفية وهي على التالي:-
- الجزء المركزي: 1- گوريند 2- حومه 3- تياب 4- كريان.
- جزء توكهور: 1- توكهور 2- چراغ آباد بالإضافة إلى مدينة هشت بندي.
- جزء بندزرك: 1- بندزرك كهنه 2- كرگان.
- جزء سندرك: 1- در پهن 2- سندرك 3- بندر بالإضافة إلى مدينة سندرك.

كانت مدينه ميناب طبقاً للتقسيمات الإدارية في عام 1978م تنقسم إلى ثلاثة أجزاء (گيابان وسندرك وميناب)، ومدينتين (مدينة ميناب ومدينة سيريك) وتتبعهم 12 منطقة ريفية بالترتيب التالي: گوربند، بندزرك، حومه، تياب، توكهور، كريان، گيابان، سيريك، سندرك، بماني، بندر ودر پهن وبعد فترة أصبحت سيريك مدينة مستقلة، مجموع الأراضي الزراعية في ميناب 476 و 96 منها مهجورة ولا يعيش أحد بجوارها (سازمان برنامه وبودجه استان هرمزگان، 1376، ص 6-3).

السكان الأصليين للمناطق الزراعية، هاجروا إلى المدن المجاورة مثل: جزيرة لارك وجزيرة قشم وجزيرة هرمز والبعض منهم هاجروا إلى دول الخليج العربي. 

وذكر ج.ج.لوريمر في دليل الخليج: «يحكم المنطقة موظف يقيم في ميناب، ويعين له بعض التجار في طهران، وهو يحكم المنطقة بالالتزام من قبل الحكومة الفارسية، وميناب تخضع إلى حد ما من بعض الوجوه لحاكم موانئ الخليج، والمفروض أنها تابعة إلى نائب حاكم بندر عباس الذي يمارس نوعاً من السلطة على حاكم ميناب، وليست هناك من ذلك مظاهر واضحة، ويمارس مندوب معين التجار نوعاً بدائياً من العدالة الجنائية والمدنية، وهو مسؤول عن جمع 14000 تومان سنوياً كعائد للأرض، وبخلاف هذه الأموال أو عائد الأرض لا تجمع أي ضرائب من المنطقة التي تعتبر من هذه الناحية أسعد حظاً من شميل أو بندر عباس .» 

وأوامر المندوب يتم تنفيذها بواسطة قوة مكونة من حوالي 30 جندياً، وقد وضع في المنطقة 20 مدفعاً من المدافع النظامية لمساعدة سلطة الجمارك، ويشرف مدير فارسي مركزه مدينة ميناب على أعمال الجمارك وراتبه 40 توماناً شهرياً ويخضع لأوامره مركز صغير في تياب، وآخر في كوهستك . 

والرجلان الظاهران في المنطقة هما محمد باقر من مدينة ميناب، وهو من أهل المنطقة، والشيخ حسن يزد من كبار ملاك الأرض الذي كان نائب حاكم ميناب حوالي سنة 1901م ولكنه كان يمضي معظم وقته في بندر عباس . 

في عام 1872-1896م كانت ميناب جزءاً من إقليم فارس وهذا ما ذكره لوريمر في دليل الخليج:-
«أما مقاطعات الشاطئ الفارسي المتبقية، نزولاً إلى گيابان وبما في ذلك مقاطعات شيبكوه، ولنجة، وبستك، وبندر عباس، وشميل، وميناب، وجاشك، وگيابان بكاملها، فقد شكلت كلها جزءاً من إقليم فارس، انتقلت من دشتي وتنگستان، فيما بعد من اعتمادهما على بوشهر، إلى الاعتماد المباشر على شيراز؛ وانقسمت دشستان بين بوشهر وشيراز، لكن مكاسب بوشهر على حساب إقليم فارس، منذ انفصالها عنه عام 1887م، تتألف من عسلوه ونابند في شيبكوه مع توابعها، ومقاطعات لنجة وبندر عباس وشميل وميناب وگيابان وجاشك، مع كل جزرها»

في عهد القاجارية ميناب كانت جزءاً من اتفاقية بلوك ستة، وكان يقال في ذلك الوقت لخمير، ومحال، وشميلات، وميناب، وگيابان، وبلوچي، بلوك ستة كانت تحت نفوذ النظام الحكومي ومعين التجار الذي كان يسيطر على بلوك ستة وكل سنة يدفع إيجاراً للحكومة، وإيجار ميناب كانت 12000 تومان ومع التخفيض فقد كان يدفع 4000 تومان (سديدالسلطنة، 1342، ص 3-2).

## السكان
سكان ميناب من أصول مختلفة ، حيث يسكن في ميناب : العرب من الأصل العُماني والبحريني ومن أهالي الجزر العربية مثل : جسم وهرمز ولارك ، وتقطن في ميناب جزء كبير من قبائل البلوش ، وجزء آخر من طوائف القفص المهاجرين من بشكرد ورودبار وكهنوج ومنوجان ، بالإضافة إلى المهاجرين من المناطق والأقاليم المجاورة من لارستان وجهرم وشيراز وعوض ، وذلك بسبب موقعها المناسب للتجارة قرب البحر ، وفي عهد ملوك هرمز شهدت ميناب هجرة مختلف الأقوام إليها ومن بينها هجرة الهنود الذين أتوا بهدف التجارة والبعض من أجل الاستقرار ، كما كانت ميناب منطقة بارزة في تجارة الرقيق في فترة من الفترات لذا فأن العبيد الأفارقة يشكلون جزء بارز في ميناب إلى يومنا هذا

سديد السلطنة كتب في تقريره عن سكان ميناب :

«الذين يسكنون في الجزء الشرقي لميناب هم من أهالي المنطقة الأصليين والذين يسكنون في الجزء الغربي هم بلوش ويتحدثون باللغة البلوشية ، والبحرينية والجهرمية سكنوا بكثرة هنا ، والقليل من أهالي حيدر آباد الهندية كانوا ملاك العقارات في ميناب ، وهناك جزء من الهنود لديهم محلات وبيوت صغيرة .» (1342، ص 450).
يمكن تقسيم سكان ميناب إلى خمس طوائف أو مجموعات على الشكل التالي :-
- الطائفة الأولى : العرب وهم أصحاب السيادة في هذه المدينة منذ القدم وهم الذين أسسوا مملكة أو سلطنة هرمز على يد الشاه محمد وهو قائد عربي عبر الخليج ، وأسس لنفسه مملكة على ساحل كرمان ، واتخذ من هرمز -الواقعة على ساحل الخليج- عاصمة له ، وضرب الشاه محمد عملة باسمه ، لذلك لقب بـ «محمد درهم» ولكن لا يعرف بالتحديد التاريخ الذي أسس فيه الشاه محمد هذه المملكة (انظر مايلز، الخليج بلدانه وقبائله، ترجمة محمد أمين عبد الله، عمان 1982، ص 140. وانظر أيضاً صابر عرب: «هرمز في العصور الوسطى» بحث منشور في مجلة نزوى 1995، ص 116) وساعدت طائفة العربية بني أحمدي ملوك هرمز كثيراً .

شهدت ميناب هجرات عربية عديدة ومنها هجرة البحارنة والعُمانية وبقية القبائل العربية من الأحساء والقطيف والبحرين وعُمان حيث كانت جميعها تحت نفوذ ملوك هرمز التي كانت تعيش الثراء والازدهارّ تلك الفترة ، والبحارنة إلى اليوم يتواجدون في ميناب ومن أشهر الأسر التي هاجرت من البحرين إلى ميناب السادة الهواشم ، ولقد ذكر لوريمر في كتابه دليل الخليج بأن في قرية «دوداو» على بعد ميل إلى 3 أميال جنوب غرب مدينة ميناب على الشاطئ الأيسر لنهر ميناب يسكن العرب من أصل بحراني ولديهم مائة منزل وقرية «دوداو» تتكون من 4 قرى صغيرة : دوداو الأصلية ، وركن آباد ، وتيب شاهي ، ودُري .

وذكر لوريمر أيضاً بأن للعرب السنة - يقال إنهم من قبيلة بني كعب - 15 منزلاً في قرية «چيلوَ» الواقعة على بعد 7 أميال إلى الغرب من جنوب مدينة ميناب في وسط أرض سبخة مقفرة خالية من الطرق ، أما العرب العُمانيين فهم من أوائل العرب الذين هاجروا إلى ميناب ويعرفون إلى يومنا هذا بـ«عرب هاى مسقطى» أي عرب مسقط ، ولم تقتصر الهجرات العربية إلى ميناب عند هذا الحد بل حتى شهدت ميناب هجرات عربية أخرى من الساحل الشرقي والجزر العربية مثل جزيرة «جسم» و«هرمز» و«قيس» ومع العلم بأن كانت أجزاء كبيرة من ميناب تحت سيطرة بني معين والملا حسين الخالدي .
- الطائفة الثانية : البلوش ، كانت لهم السيادة في ميناب من بعد العرب كقبيلة آل طاهر (طاهرزئي كركيج) التي حكمت كيابان في الفترة الثانية من 1928م حتى اواخر الثمانينات وتشير الوثيقة الإنجليزية التاريخيه حالة الفوضى  التي امتدت لستة أشهر  وسادت حالة عدم الأمن تلك الفترة وكثرة الاعتداءات والخطف ونهب الممتلكات في مقاطعة ميناب من قبل قطاع الطرق مما ادى إلى تخلي وهروب قوات الحكومة الفارسية منها وترك اهلها في وجهة الناهبين يذوقون الويلات مما ادى إلى ان تكون مقاطعة ميناب بلا حماية وتم وضمها إلى حكام البلوش في ساحل مكران الغربي (جاشك-قياوان) في الفترة الثانية من قبيلة آل طاهر ولاجل شهرتهم وشجاعتهم التاريخيه في الحروب ضد قطاعين الطرق في المنطقة (الرئيس دوست محمد  ال طاهر والرئيس حسن يارمحمد ال طاهر والرئيس علي جلال ال طاهر ، وتاريخ البلوش يحفه بعض الغموض ، ولكن هناك عدة آراء فمنها القائل : بأنهم ينتمون إلى بني قحطان نسبتاً إلى الهجرات الأزدية لبعض مناطق بلوشستان وتحالفت معاهم قبائل عدنانية ، والعديد من الجهلاء يحصر البلوش بقوميات أخرى ليس للبلوش أية علاقة بهم لا من قريب ولا من بعيد ، وذلك لأطماع وأهواء الدعوات الشيعية ، ويدور جدل كثير حول أصل البلوش ما بين من يؤكد آريتهم ومن يصنفهم كساميين ، وهناك فريق يجزم بنزوحهم أصلاً من حلب ، وآخر يزعم أنهم قدموا من بلاد ما بين النهرين وأن أصولهم بابلية .

وهناك فريق ثالث يستند على الأصل الهندو- أوروبي للغة البلوشية للقول بأنهم نزحوا تدريجياً إلى مواطنهم الحالية من مناطق حول بحر قزوين في حدود عام 1000 من الميلاد ، مستشهداً بما ورد على لسان الفردوسي في مؤلفه المعروف باِسم «كتاب الملوك»، إلا أن مما لاشك فيه هو أن الإقليمين المعروفين اليوم باسم بلوشستان في باكستان وإيران لم يعرفاً بهذا الاسم إلا بعد نزوح أقوام إليهما من الخارج ، وتوطنهم فيهما من بعد صراعات ومواجهات مع السكان المحليين استمرت طويلاً .

وهناك نظرية سائدة تقول : إن القبائل البلوشية هاجرت من منطقة قزوين إلى إقليمهم الحالي حوالي 2000 سنة قبل الميلاد ، حيث ذكر الفردوسي عن كتائب من الجيش مكونة من جنود بلوش في عصر سيروس وقمبيس ، ولكن سبب انتقال البلوش إلى إقليم مكران وكرمان لا يزال غامضاً .

غالبية البلوش يقطنون في بلدة گيابان التابعة لمقاطعة ميناب وجزء الآخر في المناطق الساحلية مثل : كلاهي وكرگان وبعض قرى ميناب الداخلية ، وقبل عهد رضا شاه بهلوي كانت ميناب خاضعة تحت سيطرة البلوش وأصبحت جزء من بلوشستان العظمى .
- الطائفة الثالثة : القفص أو القفس ، وهم المهاجرين من جيرفت ورودبار وكهنوج ومنوجان وبشكرد إلى ميناب ولديهم لغة خاصة بهم تسمى بـ«مارزي كال»، ويقال إن هذه الطائفة هاجرت من شمال أوكرانيا إلى سوريا والبعض منهم أصبحوا مثل الأكراد وكانت طائفة وحشية وتم ظلمهم من قبل السلاطين والحكام وإبعادهم من سوريا إلى أرض كردستان وبعدها إلى كرمان حيث استقروا في حدود كرمان وبلوشستان .

كانوا يسمون بالكوچ ، كوچمان ، كوچني، كوچجان ، كوچخ وتم ذكر اسمهم في أواخر العهد الساساني بأنهم طائفة شريرة جداً حيث يغدرون بالناس ويهجمون على أراضي بعيدة مثل أرض سيستان ، خراسان ، أفغانستان ، فارس ، تبريز ، وابن حوقل صنفهم من الأكراد حيث قال عن القفص : «وهم صنف من الأكراد وحي من أحيائهم .» 

أما الرهني فقال إنهم من العرب : «القفس جبل من جبال كرمان مما يلي البحر وسُكانه من اليمانية ثم من الأزد بن الغوث ثم من ولد سليمة بن مالك بن فهم .» 

وقال البشاري :- «الجبال المذكورة بكرمان جبال القفص، والبلوص، والقارن، ومعدن الفضة، وجبال القفص شمالي البحر من خلفها جُروم جيرَفت ، والروذبار، وشرقيها الأخواس، ومفازة ببن القفص ومكران، وغربيها البلوص، ونواحي هُرمز، ويقال: إنها سبعة أجبلٍ وإن بها نخلاً كثيراً وخصباً، ومزارع وإنها منيعة جداً والغالب عليهم النحافة والسمرة وتمام الخلقة يزعمون أنهم عرب، وهم مفسدون في الأرض .»
قال الليث:- «القُفس جيل بكرمان في حيالها كالأكراد .» 

قال الراجز يذكره والمشتق منه :- «وكم قطعنا من عدُوّ شُرسِ ... زطٍّ وأكراد وقفس قُفسِ .»
- الطائفة الرابعة : المهاجرين من الهند والمناطق المجاورة لميناب ، يقال لأصحاب البشرة الغامقة من أهالي ميناب ورودان بالمهاجرين الآسيويين وهم من بلاد الهند والسند ، وكانت لديهم طائفتين مختلفتين على أرض ميناب ، منها طائفة كانت لون بشرتها داكنة ولم تكن سوداء وأجسامهم متوسطة ولم يكونوا عبيداً وأشكالهم قريبة للهنود تماماً ومنهم الزط والأوستا ، كما ذكر ج.ج.لوريمر تواجد الخوجة في ميناب .

أما الهجرات من المناطق المجاورة التي توافدت إلى ميناب فكانت أغلبها من لارستان وعوض وجهرم وفارس الذين قدموا للعمل في ميناب ، وهناك أعداد مهاجرة من الأفغانية والبنغلاديشية يعملون في ميناب ، كما تشهد ميناب اليوم عمليات الاستيطان من قبل الحكومة الفارسية لدمج القوميات حيث أن هناك أقليات عديدة من مختلف القوميات الإيرانية يعملون في ميناب .
- الطائفة الخامسة : العبيد الذين تم شرائهم من أفريقيا وتم إحضارهم إلى أرض هرمز لخدمة الملوك وصفاتهم : بشرتهم داكنة وأجسامهم قوية وخشومهم كبيرة وشعرهم مجعد وكانوا يجتمعون في قلعة الزنجيين في شرق ميناب ، وتم بيعهم إلى المناطق المجاورة مثل كرمان وسجستان ليخدموا الحكام هناك .

إن الأساطير المكذوبة التي تروجها أصحاب الأقلام الرخيصة من الفرس المتأثرين بفكر نقاوة العرق الآري حيث لم يتركوا قوم أو منطقة في إيران إلا ونسبوها إلى أسطورتهم الآرية المزيفة ، وإذا قمنا بدراسة انثروبولجية لسكان ميناب وسمات الأفراد فيها نجد بأنها تختلف عن سيمات وخصائص الآرية تماماً حيث الغالب على سكان ميناب البشرة السمراء عكس الآرية وهذا ما وصفه ماركوبولو لسكان هرمز العتيقة : «وسكان هرمز سمر ، يدينون بالإسلام .» 

ومن المعلوم أن الآرية سكان مناطق ذات أجواء باردة حيث نزوحوا من جنوب صحراء سيبريا الجليدية ؛ إذاً كيف لهم أن يتعايشوا مع أجواء ميناب الحارة وتخالف طبيعتهم ؟ 

ميناب قريبة للمناطق السامية أكثر من الآرية لذا فأن الهجرات السامية أقرب وأسهل لهذه المنطقة من الهجرات الآرية ، وبحسب خارطة توزيع القوميات في إيران فأن سكان ميناب يصنفون من العرب  ، وليس للفرس الآرية أي استناد تاريخي في هرمز القديمة العربية (ميناب) بحاضرها وماضيها ، ناهيكم عن الاختلاف الثقافي الشاسع بين سكان ميناب والآرية ولكن لا ننكر وجود الفرس أو نكران هويتهم في ميناب .

## الديانة
أهالي ميناب مسلمين غالبيتهم يتبعون المذهب الشيعي ، بينما هناك جزء كبير من أهل السنة والجماعة في ميناب كما ذكرهم ج.ج.لوريمر في دليل الخليج :- «بينما يوجد المسلمون السنة بين البلوش والعرب المهاجرين فقط .»

أهل السنة والجماعة في ميناب يتبعون مذهب الإمام الشافعي ولكن جزء من البلوش في ميناب يتبعون مذهب الإمام أبي حنيفة ، وهناك إشارة بأن سكان ميناب كانوا من أهل السنة والجماعة قبل المد الصفوي الشيعي على المنطقة حيث المذهب الذي اعتنقه أهل هرمز وملوكها ، هو مذهب الإمام الشافعي ويوضح المقدسي ذلك بقوله : «إن المذاهب الغالبة في هذه المدينة للإمام الشافعي .» (المقدسي ، ص353).

## اللغة
أهالي ميناب يتحدثون باللهجة المينابية المحلية - خليطة بين البلوشية والفارسية والعربية ولكن تغلب عليها الألفاظ الفارسية – وجزء كبير من سكان بندر عباس وجزيرة جسم ولنجة وجاسك يتحدثون بمثل هذه اللهجة ، أما الجزء الآخر في ميناب يتحدثون باللهجة البشكردية المارزية وهم القفص ، أما البلوش يتحدثون باللغة البلوشية الخاصة بهم مع اختلاف اللهجات بينهم ، كما أن هناك مجموعة مهاجرة من مدينة لارستان والبحرين إلى مدينة ميناب ويتحدثون بلغتهم ولهجتهم الخاصة ، مع ذلك فأن اللغة الفارسية هي الرسمية في المدينة كغيرها من المدن والمناطق الإيرانية واللهجة المحلية هي المتداولة بين السكان .

## التسمية
المدينة التي تسمى بـ «ميناب»، في المصادر التاريخية كانت تعرف بهرمز القديمة ، وفي عهد ملوك هرمز كانت وجهة تجارية هامة ، اسم هرمز في المصادر التاريخية كانت مختلفة : ، ارموز، ارموص، اورمرزيا وهارموزيا ، وتوجد عدة روايات تفسر تسمية المنطقة بهذا الاسم ، البعض يعتقد أن أصل الاسم هو خور مغ ، والمغ بمعنى النخل ، لذلك سميت به خور مغ أي أرض النخل (مغستان) وكانت تعرف أيضاً بهرمز القديمة وكلمة (هرمز) تاريخياً هي كلمة سومرية قديمة وليس فارسية آرية مثل ما يتصورها البعض .

ذكر نياركوس أمير البحر الذي أرسله الإسكندر المقدوني إلى المحيط الهندي والذي عاد إلى العراق عام 326- 325 ق.م :-

«بعد العبور من جاشك ذهبت إلى مسندم ولصعوبة العبور من هناك ، طلب المرافقين الذين كانوا معي ترك السفينة هناك واختيار الطريق البري للوصول إلى مقر إسكندر ولكن قلت للمرافقين : الهدف الأساسي من هذه الرحلة هي العبور من شط العرب والخليج عن طريق البحر ، ويجب علي العمل طبق الخريطة ولا يمكنني أن أغير طريقي .» 

نياركوس وصل إلى ميناب عن طريق مياه مضيق هرمز ، وقال :-

«بعد العبور من 700 معبر وصلت إلى ميناء «نه اپ تنا» التي تقع في حدود مغ بريمي (مغ إبراهيمي) في ميناء كلاهي .» (سديدالسلطنه، 1342، ص 322-321).

نياركوس وصل إلى نهر آرئيس (نهر ميناب) بعد المرور من 100 معبر ، اكتشفنا من تقرير نياركوس الذي سافر إلى ميناب في عام 944م ، إن ميناب في عصر الهخامنشي كان مقراً للتجارة ، ولكن السؤال ماذا كانوا يسمون هرمز القديمة أو ميناب في ذلك العهد ؟

اعتماد السلطنة في كتابه مرات البلدان وسديد السلطنة في كتابه بندر عباس وخليج فارس ، شرحوا تقرير نياركوس وذكروا المناطق التي ذهب إليها نياركوس والمسافة التي قطعها ، سديد السلطنة ذكر اسم مينا وقال :-

«بعد المرور من 100 معبر وصلنا إلى نهر أرئيس التي تقع بالقرب من مدينة هرموز أو ارموز، والتي تسمى الآن مينا .» (1342، ص 322).

هل في ذلك الوقت - فترة سفر نياركوس - كان اسم المنطقة مينا ؟ سديد السلطنة يكمل في تقريره ، نياركوس قال :- 

«أهالي تلك المنطقة استقبلونا استقبالاً حاراً .» (همان، ص 322). 

المدينة التي ذكرها سديد السلطنة باسم مينا ، في اللهجة المحلية يقال لها مينو أيضاً ، من التقارير الموجودة في المصادر التاريخية والجغرافية ، إن أهالي مينو والطوائف المختلفة التي مقرها مينو ، يسكنون في زوايا على الساحل ، قبل أعوام من توجه الفينيقيين إلى صناعة السفن ، كانوا يسكنون في هذه المدينة ويقال أيضاً إن الفينيقيين تعلموا أصول الصيد وصناعه السفن من أهالي مينو ، أهالي الخليج العربي كانوا لفترة من الزمن القادة في البحور ، والسياح الغربيين تعرفوا على الخليج العربي بواسطة هؤلاء القادة البحرية ، نياركوس كتب في تقريره ، إنه استطاع الوصول إلى الخليج العربي بواسطة البلوش وهم الذين ساعدوا في رحلته الصعبة ، حيث قال :- 

«كان يوجد شخص بلوشي اسمه هيدراسس ، هذا الشخص ساعدني وأوصل السفن إلى سواحل كرمان .» (همان، ص 318).

نياركوس ذكر في تقريره :- 

«إن أهالي ميناب استقبلوه وأعدوا له أشهى المأكولات المحلية والفاكهة والمشروبات ، وأعطونا سكناً مناسباً .» (سديد السلطنة ، 1342، ص 322).

«بعد استقرار جيشنا في ربوع ميناب ، أتى إلينا شخصاً بلباسٍ يوناني وقال الذهاب من مينا إلى معسكر إسكندر يستغرق 5 أيام ، لذلك إسكندر لن يأتي إلى ميناب ويجب على حاكم ميناب الذهاب إليه ، مع دخول نياركوس إلى ميناب وسماع خبر حضور إسكندر في القرب من ميناب ، حاكم ميناب ذهب مسرعاً إلى إسكندر لإخباره بوصول نياركوس ، إسكندر في البداية فرح جداً بوصول نياركوس بعد ذلك استاء كثيراً ؛ لإن نياركوس لم يأت لزيارته ، حاكم ميناب أراد أن يثبت كلامه عن وصول نياركوس ولكنه لم يستطع وتم زجه في السجن ، وحاكم ميناب قال لإسكندر من الممكن أن نياركوس أضاع الطريق إلى هنا لهذا تأخر في الوصول ، لذلك إسكندر أرسل مجموعة من جنوده للبحث عن نياركوس ، وتصادفوا في الطريق ولكن رجال إسكندر لم يتعرفوا على نياركوس ، أما رجال نياركوس عرفوا أن رجال إسكندر لم يتعرفوا عليهم لأن لباسهم عادية كأنهم من أهالي ميناب ، لذلك ذهبوا مسرعين إلى رجال إسكندر وقالوا لهم أنهم رجال نياركوس ونياركوس معاهم ويريدون الذهاب إلى إسكندر ؛ لذلك ذهبوا إلى إسكندر ، وإسكندر أرسل مع نياركوس 3000 شخصاً للذهاب إلى البحور الشرقية والتعرف عليها ، نياركوس قال لإسكندر في خطابه : أيّها الملك أقسم برب النوع رب جبل التب (المب) إن لا أحد من رجالك مات ولا تأذى ، وجميع السفن متوقفة في مرسى مينا (ميناب).» (همان، ص 324).

إسكندر فرح كثيراً بسماع هذا الخبر وقال : «لم أفرح حين فتحت جميع الأراضي التي الآن تحت سيطرتي بقدر ما فرحت بسماع خبر سلامة جيشي ونياركوس .» 

مع وصول نياركوس إلى معسكر إسكندر ، تم إخلاء سبيل حاكم ميناب واعطاوه الكثير من الهدايا بالإضافة إلى إرساله إلى مقر الحكم وإسكندر وزع الأضحية من أجل الآلهة جوبيتر وحرول ونبطون ، وبعد أيام طلب نياركوس من إسكندر السماح له تكملة سفره إلى بحر الخليج ووافق إسكندر ، ذهب نياركوس إلى ميناب في ذلك الوقت البلوش كانوا يهاجمون ميناب دائماً وعندما وجدوا نياركوس في الطريق هاجموا عليه ، وتأذى نياركوس كثيراً ولكنه وصل إلى ميناب ، وبعد أيام ذهب إلى جزيرة غير مسكونة وكان اسم الجزيرة آرقانا «لارك»، وبعد آرقانا ، آكريبس «جزيرة هرمز الحالية» وبعد ذلك آراراكتا التي هي «جزيرة قشم».

إسكندر لم يدمر مرسى ميناب وكان يحب حاكم ميناب كثيراً ، ويقال أيضاً إن في عهد السلوقية والأشكانية لم تعد ميناب مهمة كما كانت في عهد إسكندر ، ومع مرور الأيام دمرت ميناب ، حتى عهد ملوك هرمز تم إعادة بناء المدينة من الأول وتم تسميتها هرمز البرية ، في القدم كانوا يكتبون اسم ميناب «خور مغ» أيضاً ، خور بمعنى مرسى السفن ومغ بمعنى النخل ، كما كانت في القدم ميناب ورودان ولاية واحدة تتبعان كرمان ، وكانت تسمى ميناب «مغستان» بمعنى أرض النخل .

سديد السلطنة كتب في تقريره : «يجب القول بحر مغستان لا بحر ميناب ؛ لإن في القدم كان اسم المنطقة مغستان وكانت تحت سيطرة ملوك مسقط وكان يوجد في تلك الولاية العديد من أشجار النخل .» (1342، ص 381).
يقال إن تسمية المنطقة باسم ميناب يرجع إلى عهد شاه عباس الصفوي ، وهناك من يقول بسبب اتفاق قلي خان مع الإنجليز بأن يخرجوا البرتغاليين من المرسى والجزر (جسم وجيرون) وتم تسميته باتفاقية ميناب .

ميناب في القدم كانت تعرف بـ «هرمز القديمة» أو «هرمز البرية»، وتم اقتباس اسم محافظة هرمزغان ومضيق هرمز من اسم ميناب القديم ، وفي الحضارة اليونانية تسمى ميناب بـ «اناميس» أو «اراميس» وفي التقارير والمصادر التاريخية والسياحية القديمة تم ذكرها باسامي مختلفة مثل :- اموز ، ارموص ، اركانا ، ارموز ، خورموزر ، منا ، مينا ، مناب ، مناو ، ميناو ، مينو الخ .. وأخيراً عرفت بـ «مغستان» عاصمة مدينة هرمز القديمة وتعرف (ميان آب) لوجودها بالقرب من مياه الخليج العربي وبحر عمان .
وهناك من يقول بأن اسم ميناب أصلها ميناو وهي محرف من ميناء والتي تعني مرسى السفن ، ويقال أيضاً أن ميناب تقع في القرب من البحور (بحر الخليج العربي وبحر عمان) كان اسمها في القديم ميان اب (بين المياه) ومع مرور الزمن تغير لفظ الاسم ليصبح ميناب ، وهناك إشارة أخرى بأن مع انتقال مقر حكم ملوك هرمز إلى جزيرة جيرون وتم تسميتها بهرمز الجديدة وبعد فترة من الزمن تم إعادة بناء هرمز القديمة وأصبحت تعرف بـ مينو ، منا ، مناد ، مينا ، وميناب .

أول تقرير عن تسمية هذه المنطقة باسم ميناب يرجع إلى فتح القلاع في جنوب إيران على يد جيش تيمور الكوركاني ، حيث ذكر في هذا التقرير أن جيش تيمور ، سيطروا على قلعة تزرج في حاجي آباد وقلعة شميل وقلعه ميناب وقلعة تنك زندان وقلعة منوجان هذا التقرير يرجع إلى القرن السادس الهجري .

التقرير الثاني الذي يحكى عن وجه تسمية المنطقة يرجع إلى عام 1523م ، بعد سيطرة البرتغاليين على جزيرة هرمز ، وضعوا محمد شاه حاكماً لها وعقدوا اتفافية بينهم باسم ميناب وتم الاتفاق على أن محمد شاه يجب أن يكون مطيعاً لأوامر الحاكم البرتغالي ويجب على الحاكم البرتغالي أن يدافع عن محمد شاه إذا هاجم الأعداء على المنطقة .

يقال : إن بعد تدمير مملكة هرمز القديمة ، كان يوجد أختان (بيبي مينو وبيبي نازنين) ساهموا في إعادة بناء المدينة ، ويوجد خرابة وبقايا من قلعة ميناب التي تسمى بقلعه بي مينو ، وهناك من يعتقد بأن الاسم اشتق من اسم هذه المرأة ، كما أن هذه الأسطورة تبين لنا وجود النساء في العالم السياسي من مئات السنين ، في المصادر التاريخية التي تحكى عن ملوك هرمز ذكر أسماء العديد من النساء مثل : بيبي بانضر ، بيبي سلطان ، بيبي نازملك ، بيبي سلطان (سلغر خاتون) وسيتال خاتون التي كانت ابنة شهاب الدين ملنك أحد ملوك هرمز القديمة .

مدينة ميناب على مر الأزمان مع اساميها المختلفة كانت تجذب الناس إليها ولم تخلو من هجوم الأعداء وتدميرهم ولكن اليوم ميناب مدينة جميلة وخضراء ومن أهم المراكز التي تاثر على اقتصاد المنطقة .

## التعداد السكاني
مجموع التعداد السكاني لمدينة ميناب في عام 1977م كان : 44817 نسمة ، و 22845 ذكور و 21972 إناث (مركز آمارايران، 1375، ص 85)، وحسب مجموع التعداد التعداد في عام 2006م وصل عدد السكان في ميناب 257831 نسمة ، وبالنظر إلى التقسيمات الإدارية للقرى والمدن ، فالتعداد السكاني بالقرى أكثر من المدينة .

في كتاب دليل الخليج لـ ج.ج.لوريمر ذكر التالي عن عدد سكان مدينة ميناب :- 

«يوجد في مدينة ميناب ما لا يقل عن 2000 بيت ، ويمكن تقدير عدد السكان بحوالي 10,000 نسمة في الصيف ، حيث يكون المكان مشغولاً جزئياً بمهاجرين من بندر عباس وهرمز والمناطق الريفية المجاورة ، ولكن الحد الأدنى لعدد السكان في الشتاء لا يزيد عن 7000 نسمة .»

## الزراعة والتجارة
ميناب مدينة زراعية لوجود منابع مياه الشرب وخصيصاً نهر ميناب ، واستطاعت مدينة ميناب من التحول إلى أهم المناطق الزراعية في محافظة هرمزغان ، أما بقية مناطق ميناب جبلية وصحراوية لوجود هذه المدينة بالقرب من البحر وتحولها إلى ميناء لذلك لديها جزء ساحلي أيضاً بالامتداد من ميناء ميناب ، وتمتد هذه المنطقة الساحلية إلى تياب وكلاهي وكرگان وكوهستك وسيريك وكل من تلك المناطق لديها ميناء خاص بها وأصبحت من أهم المناطق لصيد الأسماك .

العمل الرئيسي للسكان كان هو زراعة النخيل ، ولكن يزرع القمح والشعير والحنطة والخضروات والفاكهة ، مثل النارنج والليمون ، ولسان الحمل والبرتقال ، والمانجو بكميات يعتد بها . 

أهالي ميناب يتبعون ماضي أجدادهم ، في الأشغال والمهن ، فالعديد منهم يصيدون السمك والبعض منهم مزارعين والبعض منهم تجار ، ومدينة ميناب لا تخلو من الأيادي الماهرة والحرفيين ، حيث الكثير منهم يتقنون الحرف القديمة مثل الخياطة وصنع الأشياء الحرفية اليدوية وأما المنتجات الصناعية قليلة في مدينة ميناب ، يوجد عدة مصانع في المدينة .

ومدينة ميناب هي المركز التجاري الوحيد في منطقة ميناب وعملتها وموازينها ومقاييسها مماثلة لما هو مستعمل في بندر عباس ، ويمكن الحصول على جميع مواد التموين في مدينة ميناب ، والماء الذي يؤخذ من نهر ميناب والقنوات التي تعتمد عليه طيب ووفير ، كما كان يوجد قليل من الآبار .

في عهد القاجارية كان ميناء جمارك تيو (تياب) في ميناب المقر الأساسي للتجارة في الجنوب (همان، ص 45).

من الأماكن السياحية المشهورة في مدينة ميناب : بنجشنبة بازار – سوق الخميس - ، التي تشتهر في بيع المنتجات اليدوية المحلية لأهالي ميناب والمناطق المجاورة .
وفيما يخص تجارة السلاح ، قليلون هم الذين يملكون أو يحملون السلاح في ميناب ، على الرغم من أنها تقع على الطريق الرئيسي على الخليج لتجارة البنادق مع أفغانستان وبلوشستان .

## المواصلات والنقل وموارد المياه
فيما يلي الطرق الرئيسية في ميناب وهي أربعة طرق :-
1. جزء من الطريق الساحلي بين ميناب وبندر عباس ، والجزء الواقع في حدود ميناب ينقسم عند دوداو على بعد 4 أميال من مدينة ميناب و16 ميلاً من كلوگان في منطقة شميل .
2. جزء صغير من الطريق بين مدينة ميناب وقرية شميل يقع في منطقة ميناب ، ومن الملاحظ أن المسافرين من ميناب إلى بم أو كرمان يمرون بقرية شميل التي تتصل بطريق بندر عباس – كرمان عند تانگي زندان .
3. يوجد طريق عبر التلال من مدينة ميناب ماراً بگردنه آسيايي ومراد كشته ، يصل إلى منوجان ، حيث تقع الطرق المؤدية إلى سيستان وخراسان .
4. الطريق إلى جاشك تبداً من مدينة ميناب إلى كلاوي (25 ميلاً)، ماراً بكوكوگز ، بجوار منى وجو محله وداهي كند ، أما ما يتجاوز كلاوي فهي بلدة گيابان .

## خور ميناب
خليج صغير ماؤه مالح في منطقة ميناب يمنح عاصمة المنطقة ميناب مدخلاً غير كامل من جهة البحر ، ويقع مدخله على بعد 33 ميلاً شرق جنوب بندر عباس و19 ميلاً غرب جنوب مدينة ميناب ، ويجف مدخل الخليج تقريباً عند انخفاض الماء وهو يمتد إلى الداخل في اتجاه شمال شرقي لمسافة ميل ونصف ميل خلال مسطحات رملية وطينية ، ثم ميلين جهة الجنوب الشرقي بين ساحلين نمت عليهما شجرة المنجروف ، كما يمتد 4 أميال إلى شرق الشمال الشرقي حتى رأس الخليج حيث تقع تياب وهي منطقة تفريغ البضائع لمدينة ميناب ومركزاً لمحطة الجمارك ويمتد سطح طمي لمسافة ميلين بعد ميناب . 

وفي أثناء موسم محصول التمر وبعده في أغسطس وسبتمبر وأكتوبر تجري عمليات تجارية ضخمة بحيث يصل إلى المكان وتغادره سفينتان في اليوم نفسه ، والغالبية من فشت وبندر عباس وقليل منها من ساحل الجزيرة العربية وحتى من الهند .

## هرمز القديمة (العتيقة)
تقع على البر الساحلي قرب مصب نهر ميناب الذي يسمى جون الخبر ، على بعد نحو 30 ميلاً من بندر عباس الحالي ، في أقليم كرمان وإحداثياتها 9′0 27° شمالاً ، و 5′0 57° شرقاً ، يزعم البعض أن أردشير الأول الساساني (نحو 226-241م)، مؤسس السلالة الساسانية (226-651م) بناها ، ويتنافى هذا القول بداهة مع الحقيقة التاريخية ، ففي سنة 325 قبل الميلاد ، أرسى أسطول إسنكدر المقدوني ، بقيادة أمير البحر نيارخس أو نياركوس في مصبّ نهر أناميس في بلد تسمى هرموزية Harmouzeia ، ونهر أناميس هو نهر ميناب وهرموزية هي هرمز (أريان Arrian ، رحلة نيارخس ، فص 33، ترجمة ماك كرندل ، ص 202) وفي عام 150 ميلادي ، ورد في جغرافية يطليموس أن مدينة هرمز ورأس هرمز واقعان على ساحل كرمانية (بطلميوس ، 6 روماني ، فقرة 8، ص 5) ويحتمل أن تكون هرموبولس عند أميان مرسيلين ، مدينة هرمز ذاتها (أميان مرسيلين ، الكتاب 23، فقرة 65، ص 49).

أرض سلطنة هرمز واسعة ومساحتها كبيرة في البر والبحر ، وسكانها كثر ومدنها وقراها عديدة ونشاطها الاقتصادي فريد ، تبرز فيه التجارة الدولية ، وتدعمه الزراعة وتربية الحيوانات والأعمال الحرفية ، إلا أن تاريخ سلطنة هرمز يتمحور حول هرمز العتيقة والجديدة ، وقلهات ، وجلفار ، حتى لا يمكن اعتبار هذه المدن الثلاث عواصم لها ، وكانت فعلاً حواضرها ، لكل منها وظيفة خاصة بها : فهرمز عاصمتها السياسية ، وقلهات وجلفار مجمعا احتياطي الرجال وتجنيد جيش حماية السلطة والدفاع عنها في الملمات .

ولعل وصف ماركوبولو لهرمز العتيقة أفضل وصف يتناول التعريف بهرمز العتيقة ، بعد زيارته لها في زمن عزها ، قال ماركوبولو في الفصل 19 عن الذهاب إلى مدينة هرمز : 

" يستمر السهل الذي تحدثنا عنه بالامتداد باتجاه الجنوب على مسيرة خمسة أيام ، ثم يليه منحد طوله عشرون ميلاً تقريباً ، الطريق فيه رديئة جداً ومحفوفة بالأخطار ، لكثرة قطاع الطرق والناس السيئي السمعة ، ومتى نزل المرء إلى أسفل المنحدر ، يصل إلى سهل جميل آخر ، يدعى سهل هرموز ، طوله مسيرة يومين ، فيه مجاري ماء رائعة ونخيل تمر وافر وغيره من الأشجار المثمرة ، وفيه أيضاً الكثير من الطيور الجميلة ، كالدراج والأخيل الأخضر وسواهما ، مما لا يعرف في بلادنا ، وبعد قطع الإنسان مسيرة يومين ، يصل إلى البحر المحيط ويجد على ساحله مدينة لها بندر ، تدعى هرمز ، يقصدها التجار القادمون من الهند ، في مراكب موسوقة بالتوابل والحجارة الكريمة واللآلئ ، وأثواب الحرير والذهب وأنياب الفيلة والعديد من السلع الأخرى ، التي يبيعونها من تجار هرمز ويحملها هؤلاء إلى جميع أنحاء العالم ، ويبيعونها بدورهم ، والواقع أن هرمز مدينة تجارتها واسعة يقع تحت سلطتها الكثير من المدن والقرى إلا أنها هي العاصمة ويسمى ملكها ركن الدين أحمد (ركن الدين محمود بن أحمد القلهاتي) وموقعها وبيء وحرارة شمسها هائلة ، وإذا توفي تاجر فيها أخذ الملك جميع ممتلكاته ، ويصنعون في هذه البلاد خمراً من التمر ، ويمزجونه بالتوابل ، فيطيب كثيراً ، وإذا احتساه إنسان لم يعتد عليه ، يصاب في البدء بإسهال شديد متكرر ، ثم يألفه ، ويكسبه سمنة ، ولا يأكل سكان هرمز أبداً اللحم وخبز القمح إلا إذا كانوا مرضى ، وإذا تناولوا هذه الطعام وهم أصحاء يمرضون وغذاؤهم ، وهم أصحاء التمر والسمك المملّح (الطون) والبصل وهم يحافظون على صحتهم بهذا النظام الغذائي ، وسفنهم رديئة وكثير منها يغرق ، لأن ليس لديهم وسائل حديدية لربط خشبها بل ترتق أخشابها بخيط مصنوع من قشر جوز الهند ، فيدقون القشر حتى يصبح مثل سبائب الفرس ، ثم يجدلونه ، ويربطون به أخشاب المراكب ، فتحفظ جيداً ، ولا تصدأ بماء البحر ، لكنها لا تقاوم العواصف جيداً ولا تقلفط الأخشاب ، بل تدهن بزيت السمك ، وللمركب صاري واحد وشراع واحد ومسكن واحد ، وليس له ظهر ، بل غطاء تغطى به السلع بعد تحميلها ، ويتألف هذا الغطاء من جلود حيوانية ، توضع فوقها الخيول التي تنقل إلى الهند لبيعها هناك وليس لديهم حديد لصنع السمامير ، لذلك يستعملون الدسر في بناء سفنهم ، ثم يربطون الأخشاب بخيوط جوز الهند كما قلت بالتالي يحف الخطر بالسفر في مثل هذه المراكب ، ويغرق كثير منها ، لإن العواصف رهيبة في الغالب في بحر الهند ، وسكان هرمز سمر ، يدينون بالإسلام ، ويتحاشى أهالي السلطنة البقاء في مدنها ، لأن شدة القيظ في الصيف تقضي عليهم إن بقوا لذلك يغادرونها ، ويذهبون إلى بساتينهم في الريف ، حيث تكثر المياه ومجاريها ، مهما يكن ، لاينجون من ظاهرة واحدة سوف أشير إليها ، فالواقع أن الريح تهب في الصيف في أغلب الأحيان ، وتثير الرمال المحيطة بسهل هرمز ، فتقتل الناس بحرارتها التي لا تحتمل ، لولا أنهم يغطسون في الماء حتى رقابهم متى شعروا بهبوبها ، ويظلون فيه إلى أن تهدأ . (ولإثبات ارتفاع حرارة هذه الرياح الشديد هناك ، روى السيد مارك واقعة حدثت في أثناء وجوده ، فقد امتنع ملك هرمز عن دفع الخراج لسلطان كرمان ، فقرر هذا الأخير أن يطالب به عندما يقيم أهالي هرمز خارج مدينتهم ، فجهز قوة مؤلفة من 1600 من الخيالة و5000 من المشاة وسيرهم بطريق رودبار لأخذ الباقين في هرمز على حين غرة ، لكن أخطأ دليلهم ، فتأخروا في الوصول إلى المكان المخصص لمبيتهم في الليل واضطروا أن ينصبوا خيامهم في العراء ، ليس بعيداً عن هرمز وفي الصباح ، عندما استأنفوا سيرهم ، علقوا في تلك الريح ، فاختنقوا كلهم ولم ينج أحد منهم لنقل النبأ إلى ملكهم ، إلا بعد اطلاع أهالي هرمز على الخبر وذهابهم لدفن الموتى لتحاشي حدوث الطاعون لكن عندما أمسكوهم بأذرعهم لجرهم إلى الحفر ، كانت الجثث قد تفسخت من جراء شدة الحرارة ، فانفصلت أيديهم عن أبدانهم ، وفي النهاية اضطر الهرمزيون إلى حفر قبور قرب الموتى ودفنهم فيها).
ويبذر أهالي هرمز قمحهم وشعيرهم وسائر حبوبهم في شهر تشرين الثاني ويحصدونها في شهر آذار ، ولا تجمع التمور إلا في شهر أيار ، وفيما عدا ذلك ، لا يوجد عشب ولا أ يشيء أخضر ، لإن شدة الحر تيبس كل شيء . 

وعندما يتوفى أحد الأهالي ، يتخذ الحداد عليه أهمية كبيرة ، لإن النساء تحد أربعة أعوام على أزواجهن ويندبنهم مرة واحدة يومياً في الحد الأدنى ، ويجمعن نسيباتهن وصديقاتهن وجاراتهن لهذه الغاية ، ويبكين بكاءً مراً وينتحبن . (ولديهم ندابات يعملن بأجر).
والآن نغادر هذه البلاد (هرمز) مع ذلك لا أستأنف كلامي لأتحدث عن الهند ، لكن متى لاءم الزمان والمكان ، سوف أعود من الشمال وأتكلم عنها ، وفي الوقت الحاضر ، أرجع إلى طرق أخرى تؤدي إلى مدينة كرمان المشار إليها من قبل ، لإنني لا أستطيع الوصول إلى إلى هذه الأرجاء التي أود التكلم عنها إلا عبر هذه المدينة . 

مع ذلك ، أشير أولاً إلى أن السلطان ركن الدين أحمد ، ملك هرمز احتلها وتركها تابعة لسلطان كرمان .

وعلى طريق العودة من هرمز إلى كرمان ، يمر المسافر في بعض السهول الرائعة جداً ، التي يشاهد فيها كثيراً من الحمامات الحارة ، ويجد كثيراً من الحجال على هذه الطريق ، ويجتاز مدناً ، الطعام فيها رخيص جداً ووافر ، إلا أن خبز القمح مر جداً بسبب ملوحة المياه ، حتى إن لا أحد يستطيع أن يتناوله ، إذا لم يكن معتاداً عليه ، ولحمامات المياه التي ذكرتها خصائص ممتازة ، فهي علاج للحكة وأمراض عديدة أخرى ." (كتاب سير ماركوبولو ، ج1 / ص 107-110)

ويعود تاريخ وصف ماركوبولو إلى النصف الثاني من القرن السابع الهجري / الثالث عشر الميلادي (670هـ/1271م) ويحتوي على تفاصيل هامة جداً عن هرمز العتيقة ، نبرز منها :
1. قدوم مراكب الهند محملة بشتى السلع الهندية الثمينة إلى بندر هرمز القديمة .
2. قيام هرمز العتيقة بتوزيع تلك السلع على البلدان المشرفة على الخليج وعلى البلدان الواقعة وراءها ، مثل خراسان في الشرق أو بلاد الشام في الغرب .
3. وفرض سلطنة هرمز سلطتها على كثير من المدن والقرى في إقليم كرمان ، وبخاصة في ساحله .
4. تبعية سلطنة هرمز الصورية لسلطان كرمان بدفعها الخراج له ، لقاء تمتعها بحرية ممارسة صلاحيات الدولة المستقلة .

وقد أثار ثراء هرمز القديمة طمع الفاتحين ، فانتقل حكامها إلى جزيرة جرون ، وبنوا هرمز الجديدة ، التي ازدهرت بسرعة ، مع ذلك ، حافظت هرمز العتيقة على مكانتها الاقتصادية وأهميتها البشرية غير قصيرة . (كل ماذكر نقلاً عن كتاب سلطنة هرمز العربية لـ أ.إبراهيم خوري ود. أحمد جلال التدمري ، ص 7-11)

في المصادر التاريخية والجغرافية التابعة للعصور الإسلامية ، ذكر اسم ميناب بـ هرمز ، هرمز القديمة ، هاموزيا ، ارموزيا ، اوموز ، ارمز ، ارموص ، منا ، مناو ، ميناو ، مينا ، مينو ، ميناب ، وذكر أيضاً أن ميناب كانت إحدى المراكز العريقة التي ساعدت المنطقة في التقدم بالتجارة وكانت من أقوى المناطق في الحكومات ، بعد هذه الفترة ، ميناب فقدت مركزها الاجتماعي والسياسي والاقتصادي ، وبعد أن تم تدميرها ، اتّبعت حكم ملوك هرمز وتم إعادة بناء المدينة ولكن لم تعد كما كانت في القدم ، وبعد ذلك تم تسميت ميناب بـ مينو والأسامي القريبة لمينو وبعد القرن الرابع الهجري إلى العاشر الهجري ، الأصطخري وابن خردادبه ، ياقوت الحمودي ، المقدسي ، صاحب كتاب حدود العالم ، ابن بلخي ، ابن‌حوقل ، الدمشقي ، حمدلله المستوفي ، ميرخواند ، الإدريسي ، حافظ ابرو ، ابن البطوطة ، شبانكاره‌اي ، عبد المؤمن البغدادي ، جميعهم ذكروا اسم هرمز على ميناب وبعد انتقالّ ملوك هرمز إلى جزيرة جيرون «هرمز الجديدة» تم أطلاق اسم هرمز القديمة أو البرية على مدينة ميناب .

ذكر الأصطخري هرمز قائلاً :-

«وهي فرضة كرمان ، مدينة غرّاء كثيرة النخل حارة جداً ، ثم تسير على شطّة إلى الدّيبل» (المسالك والممالك ، ص 31)

صاحب كتاب حدود العالم - يرجع إلى القرن الرابع الهجري- ذكر اسم هرموز :-

«على بعد نصف فرسخ من البحر الأعظم ، موضع حار جداً ، وهو فرضة كرمان .» (حدود العالم ، ص 142).

المقدسي أيضاً ذكر هرموز في كتابه أحسن التقاسيم في معرفة الأقاليم :-

«على فرسخ من البحر شديده الحرّ الجامع في السوق وشربهم من قنّى حلوه وسوقهم جادّ وبناؤهم من طين .» (1906م، ص 466). 

حمدلله المستوفي ذكر هرموز في كتابه نزهة القلوب في القرن الثامن الهجري ، وقال :-

«هرموز من الأقليم الثاني وتقع على شاطئ بحر فارس .» (1336، ص 172).

قال ياقوت الحموي عن هرمز :- 

«مدينة في البحر إليها خور وهي على ضفة ذلك البحر وهي على برّ فارس ، وهي فرضة كرمان إليها ترفأ المراكب ومنها تنقل أمتعة الهند إلى كرمان وسجستان وخراسان، ومن الناس من يسميها هرموز ، بزيادة الواو .» (معجم البلدان ، مجلد 5، ص 402).

أما ابن حوقل فقال عن هرمز :

«وهرموز مجمع تجارة كرمان وهي فرضة البحر وموضع السوق بها مسجد جامع ورباط وليس بها كثير مساكن وإنما مساكن التجار في رساتيقها متفرّقين في القرى وبلدهم كثير النخيل والغالب على زروعهم الذرة .» (صورة الأرض ، ص 54، 270).

قال الإدريسي عن هرمز :-

«ومن مدن كرمان مدينة هرمز الساحلية التي على بحر فارس وهي فرضة مدن كرمان وهي في ذاتها مدينة كبيرة كثيرة العمارة كثيرة النخل حارة جداً ويزرع بنواحيها الكمون الكثير والنيلج الذي إليه المنتهى في الطيب المضروب به المثل ويتجهز به منها إلى كل الآفاق وأهل مدينة مغون وأهل مدينة ولاشكرد ليس لهم غلة إلا هو ولهم بغرسه اهتمام لكثرة فائدته وعموم منفعته وجودته عندهم وقد يصنع في هذه البلاد من قصب السكر ، السكر الكثير والفانيذ والغالب على طعام هؤلاء الساكنين بهذه البلاد الشعير وهو أكثر زراعاتهم وجل حبوبهم وفي هذه البلاد النخل الكثير الطيب التمر ومدينة هرمز على خليج يسمى الجير يخرج من بحر فارس تدخل فيه السفن من البحر إلى المدينة .» (نزهة المشتاق في اختراق الآفاق ، مجلد 1، ص 434، 436,440).

قال ابن البطوطة عن هرمز وجرون :-

«مدينة على ساحل البحر وتسمى أيضا موغ استان وتقابلها في البحر هرمز الجديدة وبينهما في البحر ثلاثة فراسخ. ووصلنا إلى هرمز الجديدة وهي جزيرة ومدينتها تسمى جَروَن .» (رحلة ابن البطوطة ، جلد 1، ص 209-211).

ذكر ج.ج.لوريمر في كتابه دليل الخليج عن ميناب :- 

«يبدو من تقارير جغرافيي العصور الوسطى سواء العرب أو الفرس أن مدينة (هرمز) على البر الرئيسي كانت تقع على خور ميناب ومن المحتمل أنها كانت مكان تياب الحالية .»

كما ذكر المفكر الاشتراكي والديمقراطي العراقي عبد الفتاح إبراهيم هرمز في كتابه (على طريق الهند):- 

«هرمز: كانت هرمز في الأصل مدينة قائمة على الساحل المقابل لجزيرة هرمز في محل يدعى الآن ميناب، ولايرى لها في الوقت الحاضر إلا آثار تكاد تندرس. وقد شيد هذه المدينة الملك اردشير بابكان وذلك في أوائل القرن الثالث ، ثم بنى العرب في العاشر مدينة سميت بعين الاسم (اكتشفت آثارها شرق بندر عباس) حكمها امراؤهم إلى ان غمرها سيل المغول فهجرها اميرها قطب الدين والتجأ إلى جزيرة هرمز الحالية وكانت تدعى يومئذ زايرون (اوجيرون) فبنى فيها مدينة أطلق عليها اسم هرمز وذلك في القرن الثالث عشر . وقد امتد سلطان الإمارة الجديدة في مدة قصيرة إلى البحرين وباقي مراكز الخليج واستحوذت على النفوذ في السواحل الفارسية والعربية وبقيت زاهية بعمرانها حتى هاجمها البرتغاليون في السنة 1505 واتخذوها مركزاً تجارياً لهم وقوافيها حتى أخرجهم منها الشاه عباس الأول بمعونة الإنكليز عام 1622 . ومنذ هذا التاريخ ابتدأ مركزها التجاري يتدهور حتى أصبحت اليوم صخرة جرداء لا أهمية لها سوى موقعها في باب الخليج العربي . ومن نتائج خروج البرتغاليين منها واستيلاء الشاه عباس الأول تأسيس بندر عباس (نسبة إليه) في محل مقابل للجزيرة كان يدعى كمبرون . وقد بقيت بندر عباس مركزاً للتجارة في الخليج مدة قرن؛ وأسس فيها الإنكليز والهولنديون والفرنسيون مراكز لتجارتهم، وكان للإنكليز فيها امتيازات خاصة جزاء مساعدتهم الشاه في طرد البرتغاليين، منها الحق في رفع رايتهم على بيت وكيلهم فيها . فلما عمت الفوضى بلاد فارس بعد وفاة نادرشاه غادر التجار الأجانب بندر عباس واسسوا مراكز تجارتهم في البصرة وبوشهر .»

يعد العربي محمد درهم كوب مؤسس سلطنة هرمز ، وأخذ حكم المنطقة من بعده سليمان وهولاء أخذوا الحكم بعد سليمان بالترتيب : عيسي جاشو ، لشكري ، كيقباد ، عيسي ، محمود ، شاهنشاه ، وشهاب الدين ملنك كان الحاكم الثاني عشر من ملوك هرمز وكان تاريخ وفاته في عام 1243م ، اعتماد السلطنة ذكر في كتابه أن سنقرشاه أول حاكم لهرمز الجديدة بعد إعادة بناءها وسديد السلطنة ذكر في كتابه أن بهاء الدين اياز هو مؤسس سلسلة ملوك هرمز الجديدة (1342، ص 733)، والدمشقي قال إن التاتار هم سبب الفتنة وانتقال مقر الحكم (، ص1923م، ص 137)، وقال حمدلله المستوفي في كتابه نزهة القلوب إن انتقال مقر ملوك هرموز كان في عهد ملك قطب الدين وقال إن السبب كان (خوف من الحرامية) (1336، ص 172).

## سلطنة هرمز البشرية
سلطنة هرمز عربية بأكثرية سكانها الساحقة ، على الرغم من وجود أقلية غريبة ضئيلة العدد في بعض أرضها ، وبلغتها العربية المحكية على المستوى الشعبي ، والمستعملة في العلاقات الدبلوماسية ، وإن كانت الفارسية تستخدم أحياناً إلى جانبها في بعض العلاقات الدولية ، وبسلاطينها المتمسكين بأصلهم العربي وانتمائهم إلى النبي هود – عليه السلام - ، وبجيشها العربي الذي يجمع في الحروب من ساحل عُمان (قلهات) وساحل جلفار والأحساء ، وينطلق إلى ميادين المعركة حيثما كانت بسفن عربية تبحر من جلفار والقطيف حصراً .

### نظرة إجمالية إلى سلطنة هرمز البشرية
اتخذ التباين بين جماعة بشرية وجماعة أخرى ، مهما كان ضئيلاً ، سواء في الوسط الطبيعي أو في العادات أو في غيرها من الوجوه ، شكلاً حاداً ، عد شرخاً أصاب مجتمعات القرون الوسطى عامة ، ومجتمع هرمز خاصة ، وقطعاً ، كان التعايش الثقافي في جزيرة جرون متقدماً جداً ، يتجلى في كثير من خصائص الحضارة المادية : كهندسة المباني المتعددة الطوابق التي تتميز بها مدن جزيرة العرب ، ولبس الجلبات الطويل الأبيض المألوف في الزي العربي ، الذي يختلف عن لباس سكان إقليم فارس ، وكاستخدام اللغتين العربية على نطاق واسع والفارسية على نطاق محدود في سلطنة هرمز ، على أن الاختلاط الاتني قديم جداً في منطقة الخليج ، وكانت سلطنة هرمز عربية منذ العصور القديمة ، واستقر فيها السكان العرب منذ أزمنة واغلة في القدم على ضفة الخليج الشالمية ، وانتشروا على سواحله الشرقية والغربية ولم تخل بعض أماكن سكنهم من بعض الفرس .

يقول فرانسوا غسبار داكروز في مختصر الحولية المحلية التي ألفها توران شاه الأول :-

«إن سلاطين هرمز يفخرون جداً بانتسابهم إلى عرق قديم قدم عرق سلاطين عُمان ويقولون إنهم ينتسبون إلى سيد عاش في جزيرة العرب يسمى قحطان ويعبر لقب أرفخشد شاه الغريب الذي اختاره السلطان شهاب الدين عن تمسك سلاطين هرمز بأصلهم العربي الجنوبي ، فأرفخشد جد قحطان الأسطوري ، وجد النبي هود ، الذين ينتسب إليه السلطان عز الدين كردان شاه ، معيد السلالة إلى الحكم في مطلع القرن الثامن الهجري / الرابع عشر الميلادي ، ويسمى نمديهي السلطان سلغرشاه الأول سليل هود أعظم وأمجد أجداد بني قحطان .» (كتاب سلطنة هرمز العربية لـ أ.إبراهيم خوري ود. أحمد جلال التدمري ، ف4 ، ص 77-78).

## ميناب تحت سيطرة عُمان والبلوش
ذكر ج.ج.لوريمر في دليل الخليج انتزع السيد سلطان من الفرس عقد إيجار ميناب :- 

«كانت إمامة عمان قد انقسمت عام 1793م إلى ثلاث إمارات ، أهمها سلطنة عُمان وعاصمته مسقط ، وهي التي خلفت الإمامة في التقاليد البحرية بكل جدارة ؛ حتى أن حاكمها السيد سلطان تمكن من ضم بعض موانئ مكران مثل جابهار وجوادر ، كما أنه انتزع من الفرس عقد إيجار بندر عباس وميناب والجزر المجاورة .» 

وذكر أيضاً :- «قاد السيد سلطان ، بنفسه حملة بحرية على بني معين ، حكام قشم وهرمز ، وأطاحهم ، أدى هذا النجاح إلى نتيجة طبيعية ، لكنها ذات أهمية تاريخية ، إذ حولت العائدات عام 1794م التي تدفع إيجاراً عن بندر عباس والأقاليم التابعة لها وهي : ميناب وجزر قشم وهرمز وهنكام ، يدفعها شيخ بني معين إلى حاكم عُمان»
كما اشارت الادلة التاريخية لدى البلوش اتفاقيه السيد سيف بن نبهان مع الهوت بيرداد ابن الهوت طاهر محمد كركيج معاهده في منطقة زيارت لضم قيابان وتوابعها إلى الحكم العماني والتعاون ضد الفرس ويوجد بالقرب منها قلعة (كلات بيرداد) وخنجر المعاهدة موجود إلى يومنا هذا من العاج الخالص .
وكما تفيد وثيقة إنجليزية تاريخيه أخرى من الارشيف البريطاني حالة الفوضى التي امتدت لستة أشهر في ميناب بتلك الفترة وكثرة الاعتداءات والخطف ونهب الممتلكات في مقاطعة ميناب من قبل قطاع الطرق مما ادى إلى تخلي وهروب قوات الحكومة الفارسية منها وترك اهلها في وجهة الناهبين يذوقون الويلات مما ادى إلى تسليم مقاطعة ميناب من قبل الحكومة الفارسية وضمها إلى حكام البلوش في ساحل مكران الغربي (جاشك-قياوان) في الفترة الثانية من قبيلة آل طاهر لشهرتهم وشجاعتهم التاريخيه في الحروب ضد قطاعين الطرق في المنطقة (الرئيس دوست محمد ال طاهر، الرئيس حسن يار محمد ال طاهر والرئيس علي جلال آل طاهر)

### تحرير ميناب من حصار بني معين
ذكر لوريمر في دليل الخليج عن تحرير ميناب من حصار بني معين :- 

«اشترك النقيب سيتون ، الذي كانت لديه أوامر تتعلق ، أساساً ، بإخضاع القرصنة التي أصبحت كارثة ، والتي أخذت تتصاعد بشكل غير محتمل ، اشترك في حملة بحرية أبحرت من مسقط في مايو 1805م بهدف استرجاع بندر عباس من بني معين – شيوخ قشم – الذين استولوا عليها أثناء الاضطرابات التي حصلت إثر وفاء السيد سلطان بالإضافة إلى تحرير ميناب من الحصار الذي فرضوه عليها عندئذٍ .» 

كانت ميناب خاضعة للنفوذ العربية العُمانية بشكل مباشر وتحت ملك السلطان سعيد بن سلطان وكان الوالي فيها الشيخ سيف بن نبهان المعولي وقلعة هزارة كانت مقر حكمهم ، والشيخ سيف بن نبهان – كان يعرف هناك بـ سيف مسقطي - تزوج من ابنة حاكم بشكرد الهوردي خان الذي أهداه أرض في ميناب تسمى اليوم بمنطقة «شيخ آباد» وأحفاد الشيخ سيف بن نبهان المعولي يتواجدون إلى الآن في ميناب .

وذكر العلامة نورالدين السالمي في كتابه تحفة الأعيان بسيرة أهل عمان عن الشيخ سيف بن نبهان قائلاً :- 

«الشيخ سيف بن نبهان المعولي كان له حزم وسياسة، فما زال يستفتح قلاع فارس ويستجلب رعاياها، حتى دخل كثير منهم في طاعته وعظم أمره هنالك وقويت شوكته وبلغ فيها مبلغا لم يبلغه غيره ، ثم عزله السلطان ثويني وولى عليها سعيد بن أحمد البوسعيدي، فلم يحكم أمرها، فثارت عليه العجم فأخذوا ما استفتحه سيف بن نبهان من بر فارس، وبقي لملوك عمان ما حول البحر، ثم ذهب أكثره وبقي الأقل منه، والله الباقي .»

## ميناب تحت سيطرة بني معين وبني خالد
ولد الملا حسين الخالدي ونشاء في جزيرة جسم العربية ، وارتبطت أسرته (آل منصور) بعشيرة القواسم حلفاء الدولة السعودية الأولى بالمصاهرة ، وتأثر كثيراً بفكرهم الوهابي (السلفي) وقاد سفن المجاهدين في الخليج ضد الإنجليز واستطاع السيطرة على معظم موانئ مضيق هرمز كبندر عباس وميناب .

كان الشيخ راشد بن مطر القاسمي حاكماً على جزيرة قشم قرابة عام 1130هـ خلال سنوات الفوضى التي سادت منطقة حوض الخليج العربي بعد سقوط الدولة الصفوية ، ولكن القواسم طردوا من الجزيرة قرابة عام 1765م بواسطة الشيخ عبد الله بن محمد المعيني أثناء تعزيز كريم خان الزندي حاكم شيراز لنفوذه في منطقة الخليج ، وخلال فترة حكم الشيخ عبد الله المعيني لجزيرة قشم ولد الملا حسين في هذه الجزيرة ، ونشاء فيها خلال فترة صباه وشبابه ، ويرتبط الملا حسين بالشيخ عبد الله المعيني حاكم الجزيرة بقرابة المصاهرة فقد كان الشيخ عبد الله متزوجاً من الشيخة صوغية بنت منصور الخالدي شقيقة والده ، وهذه العلاقة بطبيعة الحال اكسبت الملا حسين مزيداً من القوة والنفوذ بين سكان الجزيرة ، وتتكون اسرة الشيخ عبد الله من زوجته (صوغية) وأبنائها الأربعة (محمد وسرحان وصقر وعائشة)، وكانت الشيخة صوغيه الخالدي تتمتع بشخصية قوية جداً وهذا ما سهل عليها عملية الانفراد بحكم الجزيرة بعد وفاة زوجها الشيخ عبد الله المعيني ، فأخذت تدير شؤون الجزيرة ، وجعلت من ابنها الشيخ محمد الثالث المعيني حاكماً صورياً في مكان والده ، وربما كان هذا التصرف أحد الأسباب التي دفعت الشيخ سرحان للتخطيط لاغتيال شقيقه الشيخ محمد والاستيلاء على جزء من السلطة ، ممهداً بذلك الطريق للملا حسين للتفكير في الانقلاب على أسرة بني معين الحاكمة في قشم ، حيث أن في عام 1203هـ ووفقاً لعادة أهالي جزيرة قشم ، توجه الشيخ محمد إلى بندر ميناب على الساحل القريب من جزيرة قشم والتابع لحكمه لقضاء فترة استراحة ، وأثناء هذه الرحلة انقض عليه الشيخ سرحان وغدر به وقتله ونصب نفسه شيخاً على بندر ميناب مستقلاً بذلك عن سلطة والدته «صوغية».

وفي المقابل غضبت الشيخة صوغية من فعل ابنها سرحان ، وأرسلت إلى الشيخ رحمه المعيني ، حاكم جزيرة الشيخ شعيب وبندر نخيلوه تطلب عونه في القصاص من ابنها الخارج عليها ، وبناء على ذلك تحرك الشيخ رحمه المعيني حاكم نخيلوه وقام بزيارة إلى الشيخ سرحان في إحدى بساتينه في بندر ميناب وهجم عليه واقتاده أسيراً إلى جزيرة قشم وسلمه إلى والدته التي أمرت ابنها الشيخ صقر باعدامه ، وبعد ذلك نصبت الشيخ صقر حاكماً في الجزيرة ، ولكن الشيخ صقر كان لاهياً بنسائه وخيوله ، تاركاً كافة الأمور تحت إدارة ابن خاله الملا حسين الخالدي الذي يتمتع بقوة الشخصية وحدة الذكاء ، ونظراً لإهمال الشيخ صقر لمسؤلياته وواجباته كحاكم ثار عليه «جوهر» خادم الشيخ سرحان وانفرد بالسلطة في بندر عباس متخذاً من دم سيده «سرحان» ذريعه ، فحكم لمدة أربع سنوات وعندها رأى الشيخ حسين الخالدي بأن الوقت كان قد حان لإصلاح هذه الأوضاع بالثورة على ابن عمته الشيخ صقر وبالفعل ثار الخالدي عليه واستولى على الحكم والقى به في السجن ، ومنذ تلك اللحظة بدء اسم الملا حسين يظهر في الوثائق الإنجليزية كحاكم للجزيرة .

### الملا حسين يستولي على املاك سلطان عمان
ووفقاً للوصف التاريخي الذي قدمه (د. علي عبد الله فارس) فإن السيد سلطان بن احمد البوسعيدي أمام عمان كان وقبل اغتيال بفترة وجيزة عزل الملا حسين عن حكم جزيرة قشم وعين مكانه الشيخ صقر بن عبد الله المعيني ، مما إضطر الملا حسين الخالدي إلى الجوء إلى القواسم سواء كانوا في بندر لنجة أو رأس الخيمة ، ويبدو أن قرار العزل هذا شجع الملا حسين والشيخ قضيب القاسمي حاكم لنجة على ترتيب عملية اغتيال السيد سلطان بالقرب من جزيرة قشم ، والتي حدثت بالفعل في 13 شعبان 1219ه، والتي نتج عنها انقسام سلطنة عمان إلى جبهتين متصارعتين محمد بن ناصر الغفاري الوصي على ابني السيد سلطان (سالم وسعيد) في مسقط ، والسيد قيس بن احمد البوسعيدي (شقيق السيد سلطان) في صحار ومطرح ، ونتيجة لحصار السيد قيس لميناء مسقط ، توجهت السيدة موزة أخت السيد سلطان باقتراح إلى الوصي محمد الغفاري بضرورة طلب العون من السيد بدر بن سيف البوسعيدي حليف السعوديين المقيم في بلدة الزبارة القطريه ، الذي استجاب لطلب عمته «موزة» وحصل على دعم الحكومة الوهابية في قطر ، ووصل إلى مسقط عن طريق البحر ترافقه سفن القواسم من رأس الخيمة وبني خالد من قشم ورحمة بن جابر الجلاهمة شيخ «العتوب» من قطر وحميد بن ناصر شيخ «بني عينين» من عمان وبني ياس من دبي لدعمه في حربه ضد عمه السيد قيس بن احمد البوسعيدي في صحار ، وبالفعل استطاع السيد بدر الاستيلاء على مسقط ولكنه سرعان ما أعلن العصيان على عمته السيده موزة منفرداً بالحكم في مسقط ، وعندما علم الأنجليز في الهند بخبر مقتل السيد سلطان طلبوا من السيد ديفيد سيتون أن يرجع إلى عمان للتأكيد على سلامة العلاقات الإنجليزية العمانية وضرورة الالتزام بها ، لذا نجد بأن السيد بدر وحلفائه العتوب (الجلاهمة) سرعان ما انقلبوا بعد هذه الأحداث مباشرة بتشجيع بريطانيا فخططوا لعملية تدمير «القواسم» و«بني خالد» حكام جزيرة قشم ، وكان انقلاب السيد بدر السريع ردة فعل على العمليات الحربية التي قام بها القواسم بهدف الاستيلاء على ممتلكات عمه المقتول السيد سلطان إمام عمان في مضيق هرمز ، حيث أن القواسم وخلال الأسابيع القليلة التي تلت مقتل السيد سلطان إمام عمان استغلوا الفراغ في السلطة وبدأوا بتأجيج الصراعات في المنطقة بغية لانتزاع السيادة البحرية من مسقط ولقد تمكنوا بمعاونة أقاربهم من لنجة على الساحل وبني خالد من قشم من اجتياح جزيرتي (قشم وهرمز) في فبراير 1805م وكذلك تمكنوا من الاستيلاء على بندر عباس وطردوا الحامية العمانية منها وحاصروا ميناب التي تبعد منها عدة أميال ، وبالتالي أصبحوا سادة مضيق هرمز وهذا مكنهم من توجية ضرباتهم لكل سفينة في الخليج قادمة كانت أو مغادرة ، وفي المقابل فر شيوخ بني معين إلى بر فارس وطلبوا العون من خان بستك والحكومة الإيرانية وأخذوا يتحينون الفرص المناسبة لاستعادة ملكهم في جزيرتي قشم وهرمز من الملا حسين الخالدي حليف القواسم .

### تدمير بندر عباس
وبعدما أحكم السيد بدر إمام عمان قبضته على مسقط ، جمع قرابة 1000 مقاتل من أهل عمان وقرابة 1500 مقاتل من قبيلة العتوب ، حيث أبحروا إلى جزيرة قشم بقصد مهاجمة الملا حسين الخالدي وبالقرب من قشم إنضمت لهم السفن الإنجليزية (كوين) و (مورنينغتون) بقيادة ديفيد سيتون المقيم البريطاني في مسقط بتاريخ 5 يونيو 1805م ، وعندما علموا بأن الملا حسين كان في تلك الفترة يحاصر ميناء ميناب ، اتجهوا إلى بند عباس وفي نفس الليلة انزلوا قواتهم ، وفي الصباح قدم السيد بدر مرسوم منح بندر عباس لإمامية عمان إلى والي ميناء ميناب الذي ينوب عن الملا حسين هناك ، بغرض تحصيل الدية التي يجب دفعها مقابل مقتل سيد سلطان ، ولكن الوالي أمر بإطلاق النار على السفن العمانية ، وعند ذلك تدخل الإنجليز بإرسال رسول من قبلهم إلى السفن العربية المرابطة في بندر عباس لتحذيرهم من عواقب أطلاق النار في اتجاه السفن الإنجليزية ، وعند ذلك تخلى الوالي عن منصبه وأخذ زوجته وانسحب من ميناء ميناب وأرسل إلى الملا حسين الخالدي يبلغه بذلك ، وهكذا تمكن رجال السيد بدر من طرد رجال الحامية «القاسمية» إلى داخل بندر عباس واستولوا على منزل قريب من الأسوار ، وفي هذه الأثناء عهد السيد بدر إلى الإنجليز مهمة إدارة العمليات الحربية من البحر فباشروا بأطلاق النيران على قلعة بندر عباس بواسطة أربعة مدافع كانت على ظهر السفنية العمانية «جنجافة» فتم حرق بندر عباس وتعرضت الحامية للاستسلام ، وبذلك استرد سيد بدر ممتلكات اسرته المستأجرة من إيران ، من يد الملا حسين والقواسم، وبعدها مباشرة قام السيد بدر بإنزال قواته في الميناء استعداد لمحاصرة الملا حسين الخالدي في ميناب .

وعندما أحس الملا حسين بالخطر إنسحب من بندر ميناب قبل وصولهم إليه ، وتحصن في جزيرة قشم ولحق به الشيخ قضيب القاسمي حاكم لنجة بأسطول مكون من 30 مركب به قرابة 1000رجل ، فشلت السفن الإنجليزية في منعهم من النزول إلى البر وبذلك اجتمع لدى الملا حسين قرابة 4000 الاف رجل ، في حين أن السيد بدر وبعد انتهائه من تطهير بندر عباس وميناب ، أرسل الشيخ رحمة بن جابر الجلاهمة أمير العتوب إلى جزيرة قشم بهدف التفاهم مع الملا حسين والشيخ قضيب بهدف الوصول إلى تسوية تضمن إعادة الأمور إلى سابق عهدها قبل اغتيال السيد سلطان بن احمد البوسعيدي، ولكن الشيخ حسين الخالدي رفض العرض وأرسل مع شيخ العتوب رسالة مهينة إلى السيد بدر ، ونظراً لعدم تمكن السيد بدر من مهاجمتهم في جزيرة قشم أو محاصرتها لمدة طويلة ، حيث أن العتوب اعتذروا منه بعدم تمكنهم من البقاء معه لأكثر من ذلك بحجة أن سفنهم كانت محملة فوق طاقتها ، لذا أبحروا إلى قطر تاركين حليفهم وحيداً في موقف لا يحسد عليه حيث لم يتبقى معه إلا 1000 مقاتل من أهل عُمان ، وأمام اصرار الملا حسين الخالدي على الحرب، لجئ السيد بدر إلى الاكتفاء بحصار جزيرة قشم بواسطة السفن الإنجليزية والعمانية دون النزول إلى البر، وبعد أن يئس العمانيون من جدوى الحصار أو الحرب سارعوا لعقد هدنة مدتها 60 يوم ومن ثم عادوا إلى مسقط .